# Дамба AB
Дамба AB (также дамба АБ; латыш. AB dambis) — одна из дамб, устроенных в XIX веке вдоль левого берега Даугавы в Риге для обеспечения стабильности береговой линии и устройства гаваней. Была построена у бывшего острова Кливерсала в 1886—1887 годах. Помимо дамбы AB, систему дамб левого берега формировали дамба CDE и дамба FG, которые можно видеть и сегодня вдоль восточного берега Кипсалы, от Вантового моста до Подрагса.

## История
Первоначальная ширина дамбы составляла 42,6 метра; длина, согласно разным источникам, — 745 или 1058 метров. Дамба представляла собой параллельные ряды деревянных свай, промежутки между которыми были заполнены валунами. Со стороны основного русла реки имелся пологий мощёный склон, а со стороны левого берега — крутая причальная стенка для швартовки кораблей. В первые годы дощатая поверхность дамбы во время паводков оказывалась под водой, однако в 1891—1895 годах дамба была надстроена и стала незатопляемой. В 1920-е годы деревянный настил дамбы заменили железобетоном.
Гавань между дамбой и нынешней улицей Кугю служила для стоянки, погрузки и разгрузки речных судов. В период ледохода здесь укрывали разобранный Наплавной мост. В 1920—1930-е годы на дамбе находились угольные склады.
Во время боёв 1944 года дамба оказалась разрушена; при восстановлении в 1950-е годы была укреплена железобетонными конструкциями и с обеих сторон получила симметричный профиль — свой сегодняшний вид. В советское время дамба AB была признана памятником техники.
С 20 мая 1986 года по 27 октября 1989 года дамба AB называлась дамбой Кришьяниса Валдемара.

## Дамба сегодня
В настоящее время территория дамбы благоустроена и превращена в сквер. Это делает её удобным местом отдыха, откуда открывается широкая панорама Старого города, виды на высотное здание «Saules Akmens», Каменный и Вантовый мосты. В летнее время на дамбе работают кафе, проводятся развлекательные и культурные мероприятия. В бывшей плавучей пристани (дебаркадере) со стороны гавани устроен выставочный комплекс. В дни государственных праздников дамба AB служит местом запуска главных городских фейерверков.
В 2017 году, в преддверии 100-летия Латвийской Республики, в центре дамбы был установлен 60-метровый флагшток, на котором поднят самый большой флаг Латвии (размеры полотнища 10×20 м). Этот проект, разработанный архитектурным бюро ARHIS, был реализован на частные средства. Флагшток установлен на монолитном железобетонном фундаменте, для чего было забито семь свай на 23-метровую глубину. Установку флагштока и инженерные работы для подсветки флага провела компания RECK. Первое пробное поднятие флага провели 5 июля 2017 года, а официальное открытие монументального флагштока состоялось 18 октября 2017 года.